# Natalbany
Natalbany es un lugar designado por el censo ubicado en la parroquia de Tangipahoa en el estado estadounidense de Luisiana. En el Censo de 2010 tenía una población de 2984 habitantes y una densidad poblacional de 256,37 personas por km².

## Geografía
Natalbany se encuentra ubicado en las coordenadas 30°32′56″N 90°29′15″O / 30.54889, -90.48750. Según la Oficina del Censo de los Estados Unidos, Natalbany tiene una superficie total de 11.64 km², de la cual 11.53 km² corresponden a tierra firme y (0.98%) 0.11 km² es agua.

## Demografía
Según el censo de 2010, había 2984 personas residiendo en Natalbany. La densidad de población era de 256,37 hab./km². De los 2984 habitantes, Natalbany estaba compuesto por el 60.32% blancos, el 35.62% eran afroamericanos, el 0.67% eran amerindios, el 0.27% eran asiáticos, el 0.03% eran isleños del Pacífico, el 1.64% eran de otras razas y el 1.44% pertenecían a dos o más razas. Del total de la población el 11.29% eran hispanos o latinos de cualquier raza.